# トヨタS&D西東京
トヨタS&D西東京株式会社（トヨタエスアンドディーにしとうきょう）は、東京都西部において、個人ユーザーを対象に、トヨタ自動車の車両の販売を行っている自動車ディーラーである。旧社名はネッツトヨタ多摩。
なお、法人営業に関してはトヨタS&Dフリート西東京株式会社（旧社名：トヨタ西東京カローラ）が担当している。

## 沿革
- 1960年10月 - 自動車修理・部品販売会社「株式会社交運社」の自動車販売部門として「丸交自動車」を設立[2]。
- 1961年12月 - パブリカ多摩株式会社に社名変更。
- 1966年10月 - トヨタパブリカ多摩株式会社に社名変更。
- 1968年5月 - トヨタオート多摩株式会社に社名変更。
- 1979年11月 - トヨタビスタ多摩株式会社設立。
- 1981年4月 - 株式会社トヨタレンタリース多摩設立。
- 1998年8月 - ネッツトヨタ多摩株式会社に社名変更。
- 2010年4月 - ネッツトヨタ西東京と経営統合。
- 2015年4月 - フォルクスワーゲン事業を分社化（株式会社ティーシーエス）。
- 2017年1月 - グループ統括会社「S&D[注釈 1]多摩ホールディングス株式会社」を設立し持株会社制に移行。グループ各社が当該会社傘下となる。
- 2018年9月 - トヨタ西東京カローラがトヨタ東京販売ホールディングス（2019年4月よりトヨタモビリティ東京）より譲渡され、兄弟会社となる[3]。
- 2019年4月 - トヨタ自動車の全車種の取扱・販売開始[4]。
- 2022年4月 - トヨタ西東京カローラと統合し事業再編を行う。個人向け事業と法人向け事業を分離し、ネッツトヨタ多摩は「トヨタS&D西東京株式会社」に社名変更し個人向け事業を担当する。トヨタ西東京カローラは「トヨタS&Dフリート西東京株式会社」に社名変更し法人向けフリートセールスを担当する。
- 2022年7月、昭島市民球場の任命権を持つ。
- 2024年8月9日、封印取付け業務について、使用済み封印の再利用をしていたとして、国土交通省関東運輸局より6ヶ月間の封印取付けの委託停止となった[5][6][7]。委託停止期間中は、行政書士による封印取付けの協力を頂き対応するとしている[7]。

## 店舗
2022年4月以降における店舗名は、ネッツトヨタ多摩○○店並びにトヨタ西東京カローラ○○店からトヨタS&D西東京○○店へ変更しているが、一部店舗では店舗名の変更が実施された。
なお、旧：ネッツトヨタ多摩および、旧：トヨタ西東京カローラ時代より多摩地区のうち武蔵野市・三鷹市・調布市・狛江市には店舗が存在しない（いづれも旧：ネッツトヨタ東京および、旧：トヨタ東京カローラ店舗からの流れでトヨタモビリティ東京の店舗が出店）。